# Associazione Del Calcio Di Vicenza 1908-1909
Questa voce raccoglie le informazioni riguardanti l'Associazione del Calcio in Vicenza nelle competizioni ufficiali della stagione 1908-1909.

## Stagione
Il Vicenza si iscrisse al Campionato Italiano di Prima Categoria 1909, un'edizione del campionato di calcio italiano non riconosciuta ma comunque organizzata dalla FIGC, e vinta dalla Juventus. Alla competizione era possibile utilizzare solo giocatori italiani, a differenza del Campionato Federale di Prima Categoria 1909 (l'unico tuttora riconosciuto dalla FIGC e vinto dalla Pro Vercelli). Il vincitore della competizione, o Campione italiano, si aggiudicava la Coppa Romolo Buni.
Essendo l'unica veneta iscritta, il Vicenza fu ammesso direttamente in semifinale contro i lombardi dell'US Milanese. In due partite subì ben 10 reti contro solo 1 segnata, venendo nettamente eliminata e dimostrando di non essere ancora matura per il calcio nazionale. A dire il vero nella partita di andata aveva perso di misura per 2-1 dopo essere passato addirittura in vantaggio e solo nel finale l'U.S. Milanese aveva ribaltato il risultato con le reti di Cagliani e Pizzi. Nel ritorno si ebbe invece una umiliante sconfitta per 8-0 contro la forte squadra meneghina. 

## Rosa
| N. |                   | Ruolo | Calciatore          |
| -- | ----------------- | ----- | ------------------- |
|    | Italia (bandiera) | P     | Zorzi               |
|    | Italia (bandiera) | D     | Vallesella          |
|    | Italia (bandiera) | D     | Chiovatti           |
|    | Italia (bandiera) | D     | Giuseppe Morsoletto |
|    | Italia (bandiera) | C     | Danese              |
|    | Italia (bandiera) | C     | Tessari             |
|    | Italia (bandiera) | C     | Ghiselli            |

| N. |                   | Ruolo | Calciatore    |
| -- | ----------------- | ----- | ------------- |
|    | Italia (bandiera) | C     | Danese        |
|    | Italia (bandiera) | A     | Caldonazzo    |
|    | Italia (bandiera) | A     | Porta         |
|    | Italia (bandiera) | A     | Boeche        |
|    | Italia (bandiera) | A     | Giulio Fasolo |
|    | Italia (bandiera) | A     | Costa         |
|    | Italia (bandiera) | A     | Capitanio     |

## Risultati

### Campionato italiano di Prima Categoria

#### Semifinali
| Arbitro: | Terragni (Milano) |

|            |           |                |
| Boeche 75’ | Marcatori | Cagliani Pizzi |

| Arbitro: | G.Gama (Milano) |

|                                                 |           |  |
| Pizzi Boiocchi Cagliani Recalcati Varisco Caimi | Marcatori |  |

## Statistiche

### Statistiche di squadra
| Competizione        | Punti | In casa | In casa | In casa | In casa | In casa | In casa | In trasferta | In trasferta | In trasferta | In trasferta | In trasferta | In trasferta | Totale | Totale | Totale | Totale | Totale | Totale | DR |
| Competizione        | Punti | G       | V       | N       | P       | Gf      | Gs      | G            | V            | N            | P            | Gf           | Gs           | G      | V      | N      | P      | Gf     | Gs     | DR |
| ------------------- | ----- | ------- | ------- | ------- | ------- | ------- | ------- | ------------ | ------------ | ------------ | ------------ | ------------ | ------------ | ------ | ------ | ------ | ------ | ------ | ------ | -- |
| Campionato Italiano | -     | 1       | 0       | 0       | 1       | 1       | 2       | 1            | 0            | 0            | 1            | 0            | 8            | 2      | 0      | 0      | 2      | 1      | 10     | -9 |

### Statistiche dei giocatori
| Giocatore  | Prima Categoria (Campionato Italiano) | Prima Categoria (Campionato Italiano) |
| Giocatore  | Presenze                              | Reti                                  |
| ---------- | ------------------------------------- | ------------------------------------- |
| Boeche     | 2                                     | 1                                     |
| Caldonazzo | 2                                     | 0                                     |
| Capitanio  | 1                                     | 0                                     |
| Chiovatti  | 2                                     | 0                                     |
| Costa      | 2                                     | 0                                     |
| Danese     | 2                                     | 0                                     |
| Fasolo     | 2                                     | 0                                     |
| Ghiselli   | 2                                     | 0                                     |
| Porta      | 1                                     | 0                                     |
| Tessari    | 2                                     | 0                                     |
| Vallesella | 2                                     | 0                                     |
| Zorzi      | 2                                     | -10                                   |